# The Eighties Matchbox B-Line Disaster
The Eighties Matchbox B-Line Disaster, est un groupe de rock et garage punk britannique, originaire de Brighton, en Angleterre. Actif de 1999 à 2013, le groupe se caractérise par un son plutôt sombre avec une voix gutturale, une basse très présente, un son guitare de style groupe indépendant et un martèlement de batterie tribal.

## Biographie
Formé en 1999, le groupe est initialement formé de Guy McKnight (chanteur), Andy Huxley (guitariste), Marc Norris (guitariste), Symren Gharial (bassiste) et Tom Diamantopoulo (batteur). 
En mai 2005, Andy Huxley quitte le groupe (pour divergence musicale) et est remplacé par Rich Fownes de With Scissors. À son tour, début 2008, celui-ci quitte le groupe en bons termes pour rejoindre Nine Inch Nails. The Eighties Matchbox B-Line Disaster sort trois albums : Hörse of the Dög en 2002, The Royal Society en octobre 2004 (non distribué en France) et Blood and Fire en 2010. En 2003, Guy McKnight, Tom Diamantopoulo et l'ancien membre Andy Huxley deviendront bouddhistes après avoir lâché la drogue. En 2005, ils font la première partie de System of a Down durant leur tournée européenne. En 2007 et 2008, ils font la première partie de Queens of the Stone Age au Royaume-Uni.
En mars 2011, le groupe annonce sa séparation, mais se réunit à nouveau dans sa formation originale pour des concerts en juin 2012. Cela fait suite à une très populaire publicité de la firme Nike utilisant leur titre Chicken. En mai 2013, alors qu'il avait débuté l'écriture d'un quatrième album et programmé une tournée, le groupe annonce une nouvelle fois sa séparation. Les raisons de cette séparation seraient liées à des divergences artistiques au sein du groupe. 
En 2015, Huxley et Gharial annoncent un nouveau projet, Piano Wire, et publient l'EP The Genius of the Crowd au label Demand VInyl. En automne 2016, Piano Wire annonce la sortie d'un premier album, Dream Underground sur leur propre label, Hanging Houses, en février 2017.
Le 10 mars 2023, leur premier album Hörse of the Dög est réédité dans une édition augmentée, comprenant des faces B supplémentaires et des commentaires du réalisateur de Shaun Of The Dead, Edgar Wright.

## Publicité
Leur chanson Chicken est la musique de fond de My Time is Now, la publicité créée par Nike pour ses chaussures de football, les Nike Clash, en 2012.

## Membres

### Derniers membres
- Guy McKnight – chant (1999–2011, 2012–2013)
- Sym Gharial – basse (1999–2011, 2012–2013)
- Marc R. Norris – guitare rythmique (1999–2010, 2012–2013)
- Andy Huxley – guitare (1999–2005, 2012–2013)
- Rob Ling – batterie (2012–2013)

### Anciens membres
- Tom Diamantopoulo – batterie (1999–2011)
- Dominic Knight – guitare rythmique (2011)
- Tristan McLenahan – guitare solo (2008–2011)
- Rich Fownes – guitare solo (2005–2008)

### Remplaçant
- Charley Hunt – basse (2008 ; pour Gharial)

## Discographie

### Albums studio
- 2002 : Hörse of the Dög
- 2004 : The Royal Society
- 2010 : Blood and Fire

### Compilations / Rééditions
- 2023 : Hörse of the Dög (Réédition 2CD 20ème anniversaire inclus l'album original + les faces B et raretés)

### Singles
- 2002 : Morning Has Broken (CD & 7")
- 2002 : Celebrate Your Mother (CD & Pink 7")
- 2002 : Psychosis Safari (CD & Picture 7")
- 2003 : Chicken (CD & 7")
- 2004 : Mister Mental (CD & Icture 7")
- 2004 : I Could Be an Angle (CD & Picture 7")
- 2004 : Rise of the Eagles (CD & Vinyl 7")
- 2007 : In the Garden
- 2010 : Love Turns to Hate (CD & Vinyl 7")